# Anatol Brzoza

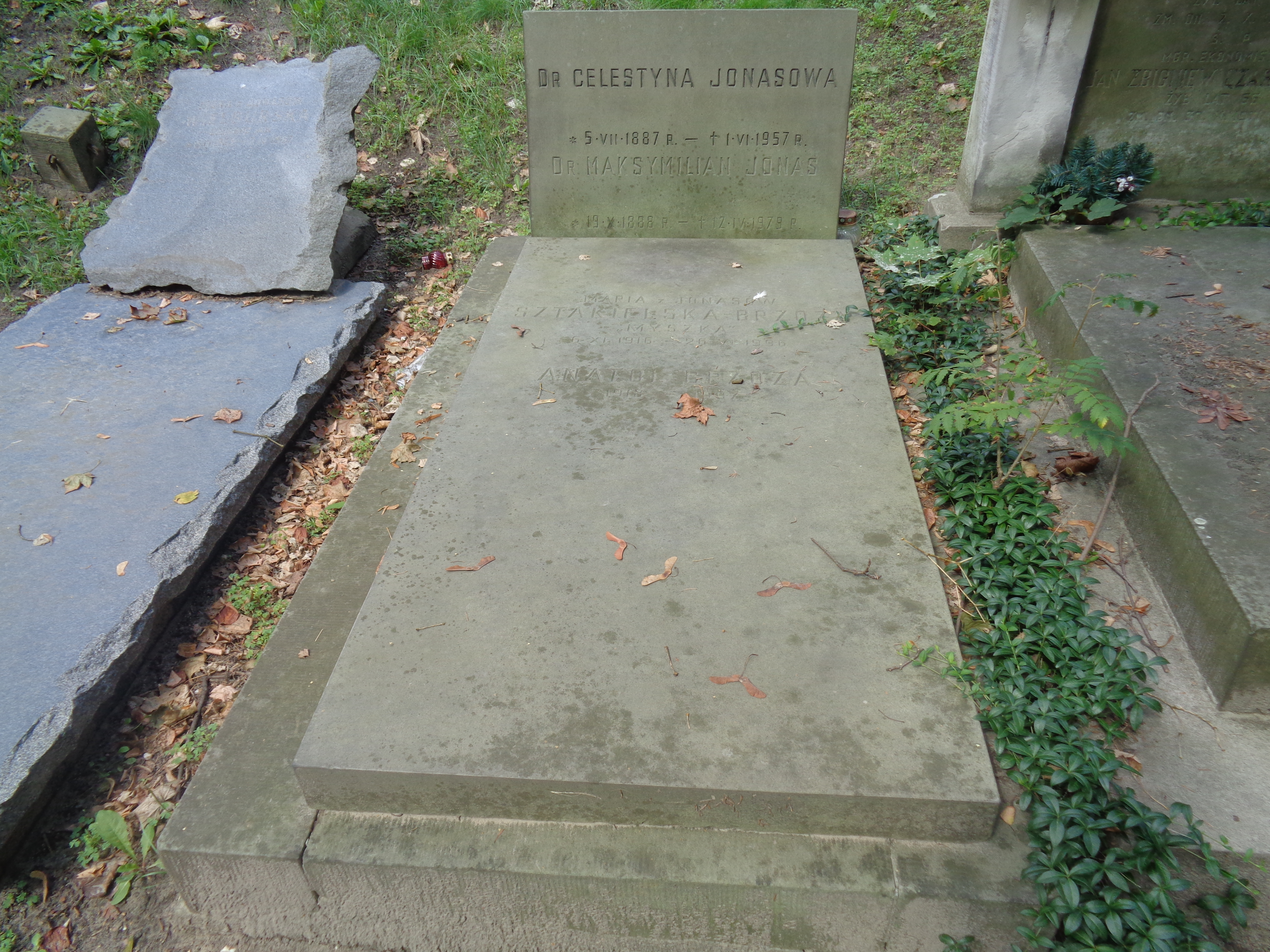
Grób Anatola Brzozy na cmentarzu wojskowym na Powązkach

Anatol Izrael Bohdan Brzoza, pierwotnie Eisenberg (ur. 20 listopada 1917 w Warszawie, zm. 8 lipca 1997 tamże) - ekonomista polski, profesor Szkoły Głównej Gospodarstwa Wiejskiego w Warszawie i Instytutu Ekonomiki Rolnej w Warszawie, członek korespondent Polskiej Akademii Nauk.

## Życiorys
Był synem żydowskiego kupca Aarona Eisenberga i Wiktorii z Włodawerów. Kształcił się pod kierunkiem m.in. prof. Stefana Moszczeńskiego w Szkole Głównej Gospodarstwa Wiejskiego w Warszawie oraz na Wydziale Rolniczo-Lasowym Politechniki Lwowskiej. Od 1954 był profesorem nadzwyczajnym Szkoły Głównej Gospodarstwa Wiejskiego, gdzie wykładał ekonomikę socjalistycznych przedsiębiorstw rolniczych. Równocześnie w latach 1958-1962 był wykładowcą w Szkole Głównej Planowania i Statystyki. W 1968 został profesorem zwyczajnym ogólnej ekonomiki rolnictwa w Instytucie Ekonomiki Rolnej w Warszawie. Od 1965 był członkiem korespondentem, a od 1991 członkiem rzeczywistym Polskiej Akademii Nauk. W strukturze akademii pełnił funkcje przewodniczącego Sekcji Kosztów, Opłacalności i Efektywności Nakładów w Rolnictwie Komitetu Ekonomiki Rolnictwa (1957-1965) oraz zastępcy przewodniczącego Komitetu Ekonomiki Rolnictwa (1957-1968). Zasiadał w zespole redakcyjnym czasopisma Zagadnienia Ekonomiki Rolnej.
W PRL informacje na jego temat podlegały cenzurze.  W 1977 roku jego nazwisko znajdowało się na specjalnej liście osób pod szczególną kontrolą cenzury. Zalecenia cenzorskie dotyczące jego osoby zanotował Tomasz Strzyżewski, który w swojej książce o peerelowskiej cenzurze opublikował notkę informacyjną z 7 stycznia 1977 roku Głównego Urzędu Kontroli Prasy, Publikacji i Widowisk. Wytyczne dla cenzorów wymieniały jego nazwisko z adnotacją: „Wszelkie próby popularyzowania w środkach masowego przekazu (prasa codzienna, radio, TV, tygodniki społeczno-polityczne) niżej wymienionych osób należy sygnalizować kierownictwu GUKPPiW”. Zalecenia cenzorskie zezwalały jedynie na publikacje w prasie specjalistycznej, naukowej oraz skryptach itp.. 20 sierpnia 1980 roku podpisał apel 64 uczonych, pisarzy i publicystów do władz komunistycznych o podjęcie dialogu ze strajkującymi robotnikami.
Został pochowany na Cmentarzu Wojskowym na Powązkach kwatera A II, rząd 1, miejsce 36.
Był żonaty z Marią z Jonasów, primo voto Sztakielską.

## Publikacje naukowe
Prof. Brzoza specjalizował się w ekonomice rolnictwa i leśnictwa. Ogłosił m.in.: 
- Zarys rachunku ekonomicznego w gospodarstwie rolnym (1961),
- Powiązania międzygałęziowe i przepływy nakładów pomiędzy rolnictwem, przemysłem spożywczym i nieżywnościowym działem produkcji materialnej w Polsce (1971),
- Dynamika i zmienność plonów zbóż i ziemniaków w Polsce w latach 1948-1972 (1974),
- O socjalistyczny rozwój wsi (współautor),
- Socjalistyczna przebudowa rolnictwa